# TurboJET
Shun Tak-China Travel Ship Management Limited, fazendo operando como TurboJET, é uma empresa de balsa com sede em Hong Kong. A empresa foi criada a partir da joint venture entre Shun Tak Holdings e China Travel International Investment Hong Kong em julho de 1999. Opera serviços de balsa de hidrofólio entre Hong Kong, Macau, Shenzhen e Zhuhai, na área do Delta do Rio das Pérolas.

## História
Shun Tak e China Travel tinham suas próprias marcas comerciais de balsa separadas antes de se fundirem como TurboJET, em 1 de julho de 1999. Eles foram Far East Hydrofoil / Far East Jetfoil por Shun Tak e Turbo Cat por CTS Parkview Company Ltd.
Adquiriu o New Ferry -Transporte Marítimo de Passageiros Limitada (abreviado New World First Ferry) da NWS Holdings com 350 milhões em dinheiro em 11 de agosto de 2011 e concluiu a transação em 30 de setembro.
Desde a abertura da ponte Hong Kong-Macau-Zhuhai em outubro de 2018, o número de passageiros vem caindo acentuadamente devido à concorrência direta. O serviço de balsa foi considerado muito lento e caro. A partir de 2019, a TurboJet começou a reduzir gradualmente as frequências, ajustando-se ao número de passageiros. O segundo semestre de 2019 começou os protestos contra a lei de extradição em Hong Kong, que reduziu ainda mais o movimento entre as duas cidades, bem como as rotas Continente-Hong Kong.

## Rotas
A TurboJET fornece serviços entre Hong Kong, Aeroporto Internacional de Hong Kong, Macau, Shenzhen e Cantão, todos localizados ao redor do Delta do Rio das Pérolas, no sul da China. A rota entre Hong Kong e Macau é a mais movimentada, operando 24 horas por dia, levando aproximadamente uma hora para percorrer os 70 km (43 mi) nas embarcações de alta velocidade da TurboJET.

## Frota
A TurboJET é a maior operadora mundial de Boeing Jetfoil; que todos costumavam pertencer ao antigo Far East Hydrofoil / Far East Jetfoil. Far East Hydrofoil / Far East Jetfoil também usou PS-30 e FoilCat, enquanto o antigo Turbo Cat usou FlyingCat e TriCat.

### Informações de embarcações
| Name                            | IMO     | Type       | Year Built                                                          | Seats | Builder                                     | Notes | Image |
| ------------------------------- | ------- | ---------- | ------------------------------------------------------------------- | ----- | ------------------------------------------- | --- | ----- |
| Açores(恆星,929-100-008)        |         |            | Far East Hydrofoil / Far East Jetfoil:1975-1999 Turbo JET:1999-2003 | 262   | Boeing Company                              | Sold to South Korea in 2004                                                                                                |       |
| Guia(東星,929-100-009)          | 7932848 | Jetfoil    | Far East Hydrofoil / Far East Jetfoil:1976-1999 Turbo JET:1999      | 243   | Boeing Company                              | Repainted in modern livery Retired in 2018                                                                                 |       |
| Terceira (錫星,929-115-012)     | 7910008 | Jetfoil    | Far East Hydrofoil / Far East Jetfoil:1979-1999 Turbo JET:1999      | 190   | Boeing Company                              | 2nd Premier Jetfoil in service since Feb 2010, Repainted in modern livery in 2015                                          |       |
| Horta(海皇星,929-115-016)       | 7923251 | Jetfoil    | Far East Hydrofoil / Far East Jetfoil:1980-1999 Turbo JET:1999      | 243   | Boeing Company                              | 3rd Premier Jetfoil in service since Jul 2012                                                                              |       |
| Lilau(帝皇星,929-115-014)       | 8332332 | Jetfoil    | Far East Hydrofoil / Far East Jetfoil:1979-1999 Turbo JET:1999      | 243   | Boeing Company                              | Formerly served the Royal Navy as HMS Speedy (P296)                                                                        |       |
| Funchal(天皇星,929-115-013)     | 7923249 | Jetfoil    | Far East Hydrofoil / Far East Jetfoil:1979-1999 Turbo JET:1999      | 190   | Boeing Company                              | 1st Premier Jetfoil in service since March 2009                                                                            |       |
| Taipa(帝后星,929-115-021)       | 8127701 | Jetfoil    | Far East Hydrofoil / Far East Jetfoil:1981-1999 Turbo JET:1999      | 243   | Boeing Company                              | 4th Premier Jetfoil in service since Feb 2013                                                                              |       |
| Cacilhas(幸運星,929-115-018)    | 8019564 | Jetfoil    | Far East Hydrofoil / Far East Jetfoil:1981-1999 Turbo JET:1999      | 243   | Boeing Company                              | Premier jetfoil since |       |
| São Jorge(銀星,929-100-006)     | 7933165 | Jetfoil    | Far East Hydrofoil / Far East Jetfoil:1975-1999 Turbo JET:1999      | 243   | Boeing Company                              | Premier Jetfoil since late 2014.                                                                                           |       |
| Santa Maria(金星,929-100-005)   | 7523910 | Jetfoil    | Far East Hydrofoil / Far East Jetfoil:1974-1999 Turbo JET:1999      | 243   | Boeing Company                              | |       |
| Corvo(火星,929-100-003)         | 7731555 | Jetfoil    | Far East Hydrofoil / Far East Jetfoil:1975-1999 Turbo JET:1999-2006 | 242   | Boeing Company                              | Originally as Kamehameha for Seaflite Pacific Sea Trsp. in 1975. Sold to South Korea in 2006 to Mirajet (renamed as Hijet) |       |
| Pico(土星,929-100-004)          | 7737391 | Jetfoil    | Far East Hydrofoil / Far East Jetfoil:1975-1999 Turbo JET:1999      | 243   | Boeing Company                              | Retired in 2018 |       |
| Madeira(木星,929-100-002)       | 7523881 | Jetfoil    | Far East Hydrofoil / Far East Jetfoil:1974-1999 Turbo JET:1999      | 243   | Boeing Company                              | Crashed in November 2013 injuring 87 and has since been retired.                                                           |       |
| Flores(水星,929-100-001)        | 7737389 | Jetfoil    | Far East Hydrofoil / Far East Jetfoil:1974-1999 Turbo JET:1999      | 243   | Boeing Company                              | Formerly Jetfoil One Currently Inactive (Possibly Retired)                                                                 |       |
| Urzela(鐵星,929-100-007)        | 7932898 | Jetfoil    | Far East Hydrofoil / Far East Jetfoil:1976-1999 Turbo JET:1999      | 243   | Boeing Company                              | |       |
| Ponta Delgada(銅星,929-100-008) | 7932903 | Jetfoil    | Far East Hydrofoil / Far East Jetfoil:1977-1999 Turbo JET:1999-2003 | 242   | Boeing Company                              | Sold to South Korea in 2004                                                                                                |       |
| Balsa(北星)                     | 8878362 | PS-30      | Far East Hydrofoil / Far East Jetfoil:1994-1999 Turbo JET:1999      | 270   | Shanghai Simno Marine Limited               | Scrapped in Sep 2020 |       |
| Praia(南星)                     |         | PS-30      | Far East Hydrofoil / Far East Jetfoil:1994-1999 Turbo JET:1999-2001 | 242   | Shanghai Simno Marine Limited               | Sold to South Korea in 2002 and renamed KobeE                                                                              |       |
| Penha(祥星)                     | 9101778 | Foilcat    | Far East Hydrofoil / Far East Jetfoil:1995-1999 Turbo JET:1999      | 419   | Kvaerner Fjellstrand Shipyard               | Upgraded to Premier Status                                                                                                 |       |
| Barca(日星)                     | 9101780 | Foilcat    | Far East Hydrofoil / Far East Jetfoil:1995-1999 Turbo JET:1999      | 419   | Kvaerner Fjellstrand Shipyard               | Upgraded to Premier Status                                                                                                 |       |
| Universal MK I (宇航壹號)       | 9060376 | Flying Cat | 1992                                                                | 303   | Kvaerner Fjellstrand Shipyard               | |       |
| Universal MK II (宇航貳號)      | 9060388 | Flying Cat | 1993                                                                | 303   | Kvaerner Fjellstrand Shipyard               | Sold to Indonesia in 2010                                                                                                  |       |
| Universal MK III (宇航叄號)     | 9060390 | Flying Cat | 1993                                                                | 303   | Kvaerner Fjellstrand Shipyard               | |       |
| Universal MK IV (宇航肆號)      | 9086655 | Flying Cat | 1994                                                                | 303   | Kvaerner Fjellstrand Shipyard               | Sold to South Korea in August 2011                                                                                         |       |
| Universal MK 2001 (宇航2001)    | 9087556 | TriCat     | 1994                                                                | 333   | FBM Marine Limited                          | |       |
| Universal MK 2002 (宇航2002)    | 9087568 | TriCat     | 1995                                                                | 333   | FBM Marine Limited                          | |       |
| Universal MK 2003 (宇航2003)    | 9087570 | TriCat     | 1995                                                                | 333   | FBM Marine Limited                          | Vessel involved in collision with fishing vessel near Lung Sou Gok in August 2016.                                         |       |
| Universal MK 2004 (宇航2004)    | 9087582 | TriCat     | 1995                                                                | 333   | FBM Marine Limited                          | |       |
| Universal MK 2005 (宇航2005)    | 9087594 | TriCat     | 1996                                                                | 333   | FBM Marine Limited                          | |       |
| Universal MK 2006 (宇航2006)    | 9139206 | TriCat     | 1996                                                                | 333   | FBM Marine Limited                          | |       |
| Universal MK 2007 (宇航2007)    | 9139218 | TriCat     | 1996                                                                | 333   | FBM Marine Limited                          | |       |
| Universal MK 2008 (宇航2008)    | 9139220 | TriCat     | 1997                                                                | 333   | FBM Aboitiz Shipyard, Philippines           | |       |
| Universal MK 2009 (宇航2009)    | 9160188 | TriCat     | 1998                                                                | 328   | Pequot River Shipwords, New London, CT, USA | Second Hand (joined in 2005) Painted in MGM Colors                                                                         |       |
| Universal MK 2010 (宇航2010)    | 9182538 | TriCat     | 1999                                                                | 328   | Pequot River Shipwords, New London, CT, USA | Second Hand (joined in 2005), Currently inactive (Parked at Tsing Yi)                                                      |       |
| Universal MK 2011 (宇航2011)    | 9444209 | Austal 48m | 2008                                                                | 418   | Austal Shipyard                             | (Originally purchased by New World First Ferry)                                                                            |       |
| Universal MK 2012 (宇航2012)    |         | Austal 48m | 2008                                                                | 418   | Austal Shipyard                             | (Originally purchased by New World First Ferry)                                                                            |       |
| Universal MK 2013 (宇航2013)    |         | Austal 48m | 2002                                                                | 414   | Austal Shipyard                             | (Originally purchased by New World First Ferry)                                                                            |       |
| Universal MK 2014 (宇航2014)    |         | Austal 48m | 2002                                                                | 414   | Austal Shipyard                             | (Originally purchased by New World First Ferry)                                                                            |       |
| Universal MK 2015 (宇航2015)    |         | Austal 48m | 2002                                                                | 414   | Austal Shipyard                             | (Originally purchased by New World First Ferry)                                                                            |       |
| Universal MK 2016 (宇航2016)    |         | Austal 48m | 2004                                                                | 418   | Austal Shipyard                             | (Originally purchased by New World First Ferry)                                                                            |       |
| Universal MK 2017 (宇航2017)    |         | Austal 48m | 2004                                                                | 418   | Austal Shipyard                             | (Originally purchased by New World First Ferry)                                                                            |       |